# Marcq (Yvelines)
 Marcq  es una población y comuna francesa, en la región de Isla de Francia, departamento de Yvelines, en el distrito de Rambouillet y cantón de Montfort-l'Amaury.
No está integrada en ninguna communauté de communes.

## Demografía
| 319 | 375 | 383 | 478 | 509 | 597 |
| Para los censos de 1962 a 1999 la población legal corresponde a la población sin duplicidades (Fuente: INSEE [Consultar]) |     |     |     |     |     |

## Lugares y monumentos
- Castillo del siglo XVII.
- Palomar junto al castillo.
- Antigua granja.

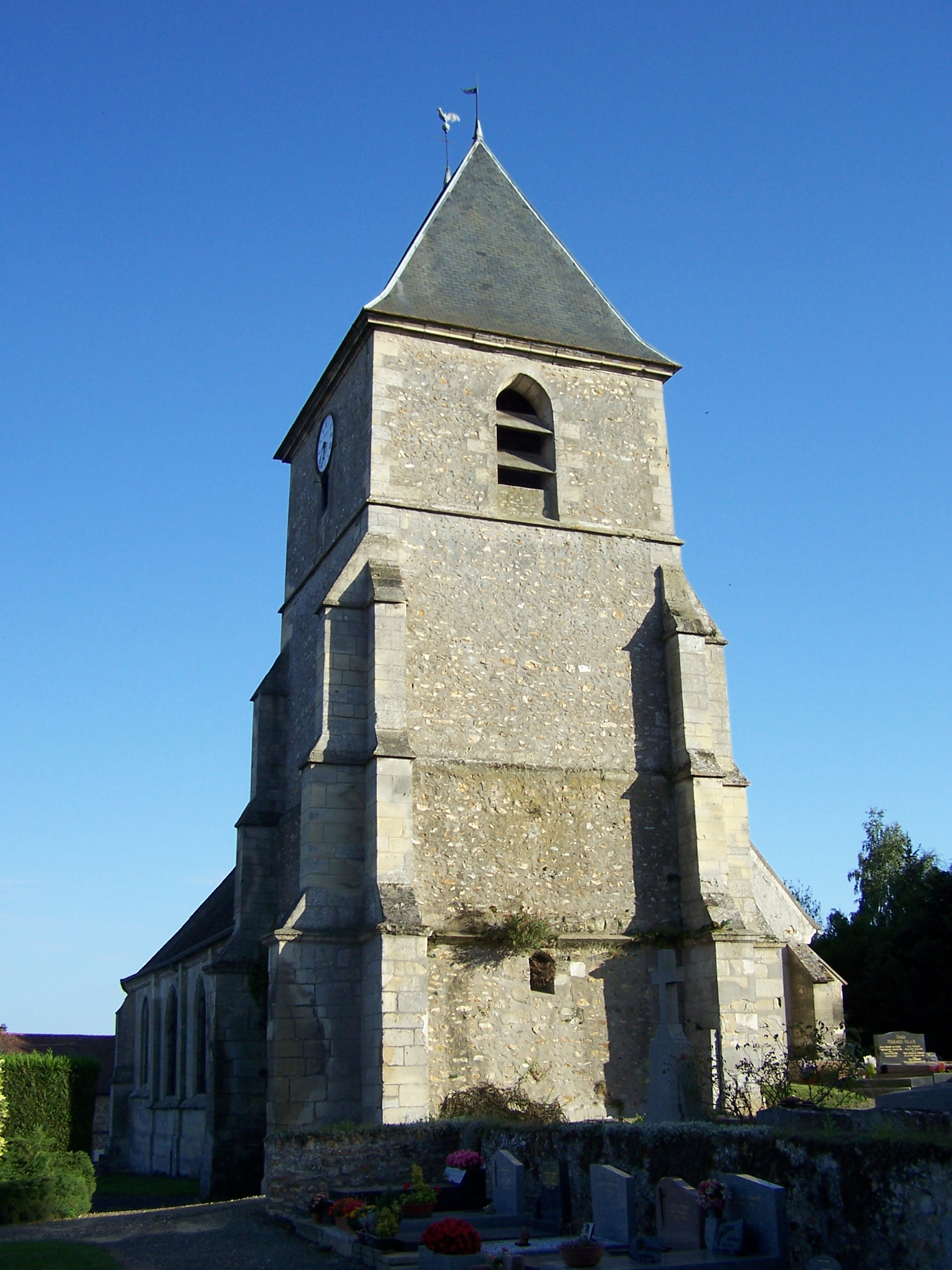
Campanario.

- Iglesia de Saint-Remi (romano-gótica).

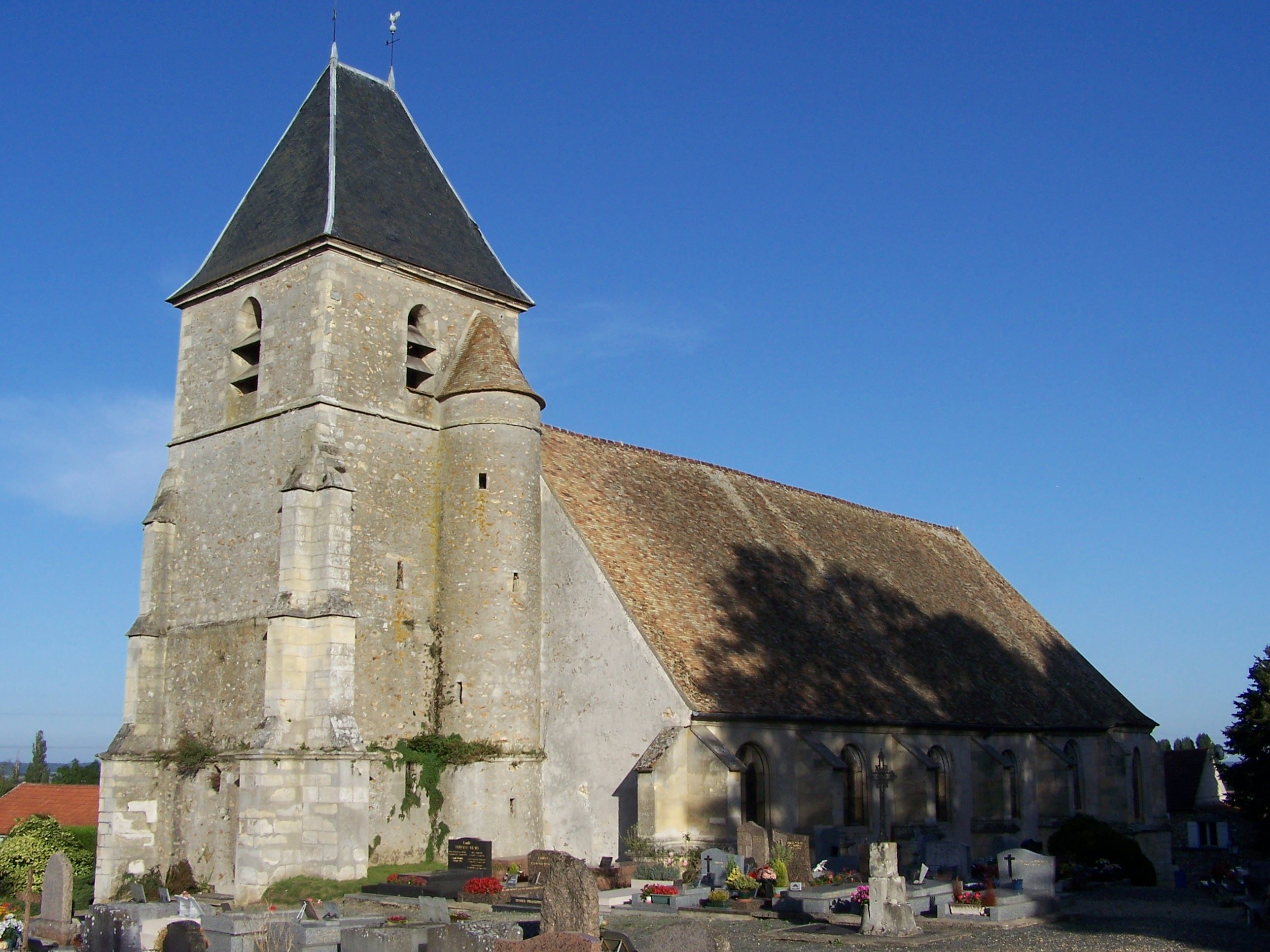
Iglesia de Saint-Remi.